# No man's land
|  | Denne artikel er oprettet af botten PalnaBot ud fra en ekstern database. Den kan derfor have sproglige fejl eller mangler. Denne skabelon kan fjernes efter kontrol af indholdet. |

No man's land er en film fra 2000 instrueret af Nina Rosenmeier.

## Handling
Den fraskilte Dennis driver en café sammen med søsteren Agatha. En familiehemmelighed kommer for dagen og medfører, at de bliver uvenner. Samtidigt følges en række cafégæster og deres sex- og kærlighedsproblemer.